# Koppel (Technik)

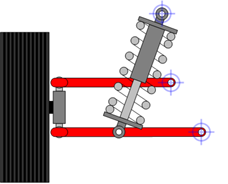
Radträger (grau neben dem Rad) als Koppel in einem viergliedrigen Koppelgetriebe

„Koppel ist die Bezeichnung für ein Getriebeglied, das bewegte Getriebeglieder oder Gliedergruppen miteinander koppelt. Eine Koppel hat keine unmittelbare Verbindung zum Gestell. Sie ist für Koppelgetriebe charakteristisch.“ In einem viergliedrigen Koppelgetriebe ist sie dasjenige Glied, das Antriebs- und Abtriebs-Glied miteinander verbindet.
Eine häufig vorkommende Koppel ist die Pleuelstange in einer Kolbenmaschine.
Bei der Radaufhängung an Automobilen nimmt der Radträger (in auch mehr als viergliedrigen Getrieben) den Platz der Koppel ein.
In manchen Anwendungen (vorwiegend im Bauwesen) wird anstatt Koppel der Begriff Pendelstab gebraucht.